# Барбарика
Барбари́ка (санскр. बर्बरीक, IAST: Barbarīka) — герой древнеиндийского эпоса «Махабхарата», сын Гхатоткачи и Маурви, дочери царя ядавов Муру. Изначально был якшей, но затем заново родился как человек.
В Битве на Курукшетре он хотел участвовать на стороне Пандавов, но так как он всегда следовал принципу сражаться только на стороне, которая должна потерпеть поражение, в Битве он так и не принял участие, наблюдая за ней со стороны.
В Раджастхане, Барбарике поклоняются как Кхатушьямджи. Согласно легенде, его принесли в жертву перед началом битвы на Курукшетре с целью обеспечить победу армии Пандавов. В обмен на это, Кхатушьямджи был обожествлён по благословению Кришны.